# Albert E. Parr

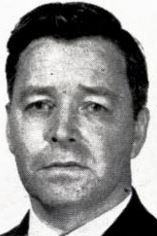
Albert E. Parr

Albert Eide Parr (* 15. August 1900 in Bergen in Norwegen; † 17. Juli 1991 in Wilder in Vermont) war ein US-amerikanischer Meeresforscher, Museumsdirektor und Ichthyologe norwegischer Herkunft.

## Leben und Wirken
Von 1921 bis 1925 studierte Parr an der Königlichen Universität in Oslo. Er unternahm weite Reisen als Mitglied der norwegischen Handelsmarine und war unter Professor Martin Cecilius August Brinkmann (1878–1940) zoologischer Assistent im Bergen Museum und in der Fischereiforschung. 1926 nahm er die US-amerikanische Staatsbürgerschaft an und wurde Mitarbeiter im New York Aquarium. 1927 übernahm er eine Kuratorenstelle in der Bingham Oceanographic Collection. 1931 wurde er Mitarbeiter im Peabody Museum of Natural History und während der 1930er-Jahre diente er als wissenschaftlicher Direktor der ozeanografischen Ausstellungen der Yale University. Von 1937 bis 1942 war er Direktor der Meeresforschungsabteilung und leitete Expeditionen in die Karibik, in den Golf von Mexiko und in die angrenzenden atlantischen Gewässer. 1938 wurde er Direktor des Peabody-Museums und von 1942 bis 1959 war er Direktor des American Museum of Natural History. Nach seinem Rücktritt als Direktor arbeitete Parr als Seniorwissenschaftler für das Museum. 1968 wurde er zum Direktor emeritus ernannt. 1980 war er der erste Preisträger der Distinguished Service Medal des American Museum of Natural History.
Parr verfasste zahlreiche Artikel auf den Gebieten der Meeresforschung und der Meeresbiologie für wissenschaftliche Journale. Er war der Gründer des Sears Foundation Journal of Marine Research, ehemaliger Präsident der American Association of Museums und Mitglied der United States National Commission der UNESCO.

## Dedikationsnamen
Nach Parr sind verschiedene Fischarten benannt, darunter Eustomias parri (1930 durch Regan & Trewavas), Diaphus parri (1932 durch Tåning), Cetomimoides parri (1955 durch Koefoed) und Barathrites parri (1957 durch Nybelin).